# Hammam Lif
Hammam Lif (àrab: حمام الأنف, Ḥammām al-Anf) és una ciutat de Tunísia, a la governació de Ben Arous, situada a la costa, uns 10 km a l'est de Ben Arous i uns 15 km al sud-est de Tunis. La municipalitat té un cens de 38.401 habitants i fou creada per decret el 9 de març de 1899. Es troba al peu del Djebel Boukornine (567 metres), amb dues fonts termals que apareixen en aquesta zona; a la muntanya, també hi ha una reserva nacional i un parc públic de 1.939 hectàrees creat el 12 de febrer de 1987. A la ciutat, hi ha un teatre a l'aire lliure i un museu obert el 2003 amb exemples de la vida animal i vegetal de la zona: flora local, pi d'Alep, senglars, llebres, gaseles, ocells, rèptils i d'altres.

## Història
Fou l'antiga Naro púnica, i sota els romans es va dir Aquae Persiane. Amb els àrabs fou rebatejada Hammamat al-Jazira («Banys de l'Illa», ja que es troba a la península de Cap Bon, que en àrab es diu jazira, ‘illa’), aviat modificat a Hamman Lif, que significa ‘Banys del Nas', perquè les fonts curaven suposadament els problemes respiratoris.
Fou sempre un petit llogaret no gaire important fins que el bei Hussayn ibn Alí (1705-1735) la va visitar i el 1750 el bei Alí (1735-1756) s'hi va fer construir un pavelló privat a la vora d'una de les dues fonts, que en endavant es va dir Ayn al-Bay (‘Font del Bei’); la segona font, Ayn al-Aryan, també va veure construir al seu entorn algunes instal·lacions. El 1826, el bei Hussayn II hi va construir una residència al costat del pavelló i hi ha viure temporades llargues; aquesta residència va esdevenir més tard palau beilical i alguns dels beis hi van viure durant els hiverns.
El maig de 1943, es van lliurar a la ciutat alguns combats entre els aliats i les tropes de l'eix que es retiraven cap al Cap Bon; la població civil va patir forces baixes.

## Administració
És el centre de la delegació o mutamadiyya homònima, amb codi geogràfic 13 54 (ISO 3166-2:TN-12), dividida en sis sectors o imades:
- Hammam Lif Ville (13 54 51)
- Hammam Lif Ville 2 (13 54 52)
- Hammem Lif Bou Kornine (13 54 53)
- Farhat Hached (13 54 54)
- Hammam Lif El Malaab (13 54 55)
- Cité Mohamed Ali (13 54 56)

Al mateix temps, forma una municipalitat o baladiyya (codi geogràfic 13 13).

## Agermanaments
Està agermanada amb les localitats de:
- Luxeuil-les-Bains, a França (14 de maig de 1961)
- Salsomaggiore, a Itàlia (26 de juny de 1966)
- Gramby, al Canadà (17 d'octubre de 1967)
- Antony, a França (27 de juliol de 1969)
- Kenitra, al Marroc (8 de juny de 1982)
- Ezzaouïa, a Líbia (7 d'agost de 1984)

## Imatges

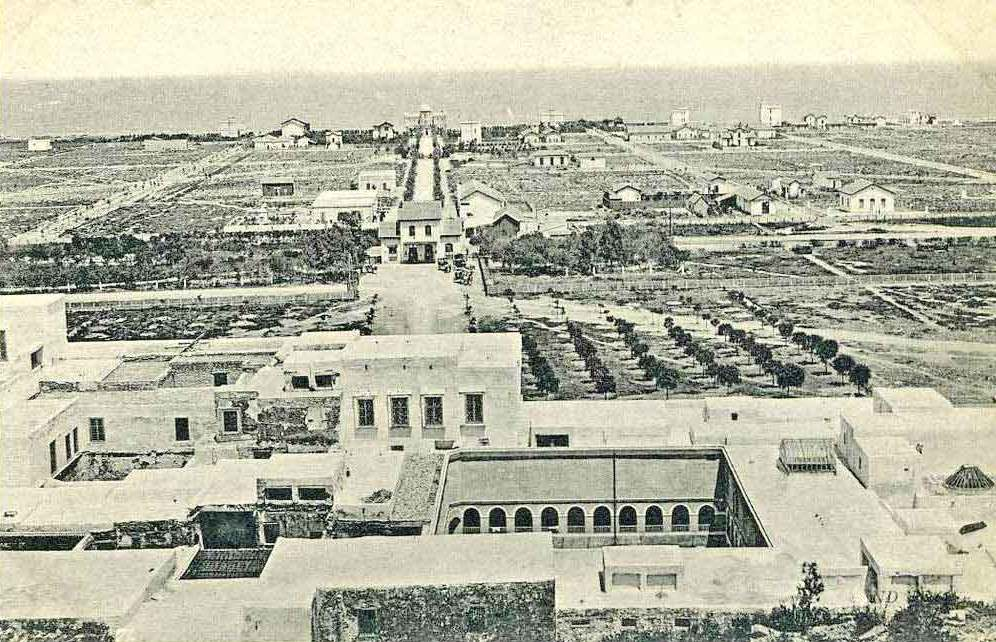
Vista des del palau del bei vers el 1900
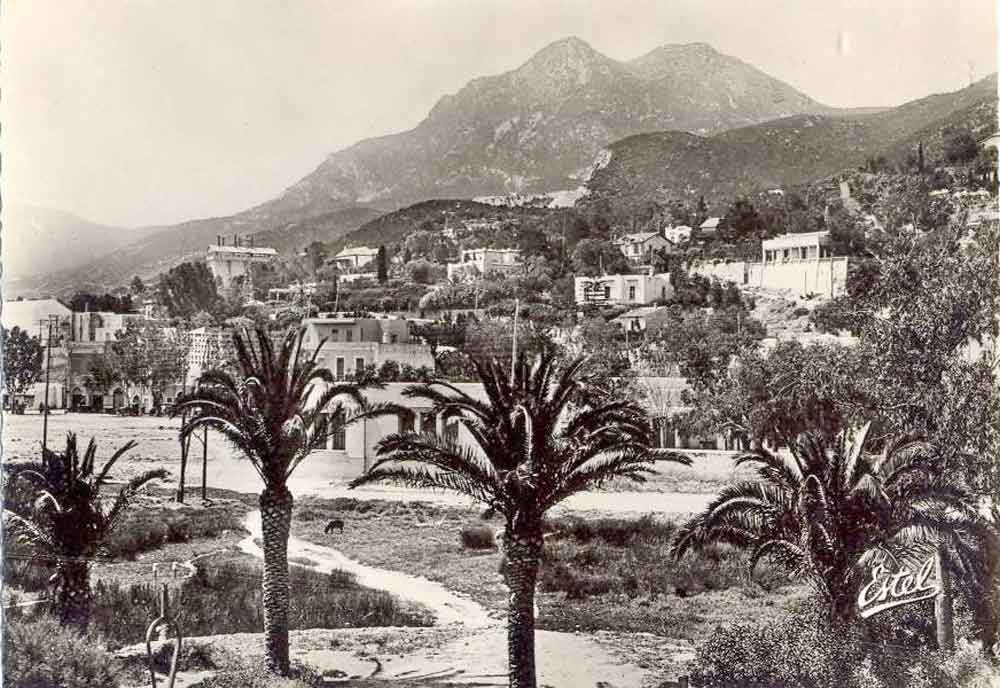
Vista del Djebel Boukornine
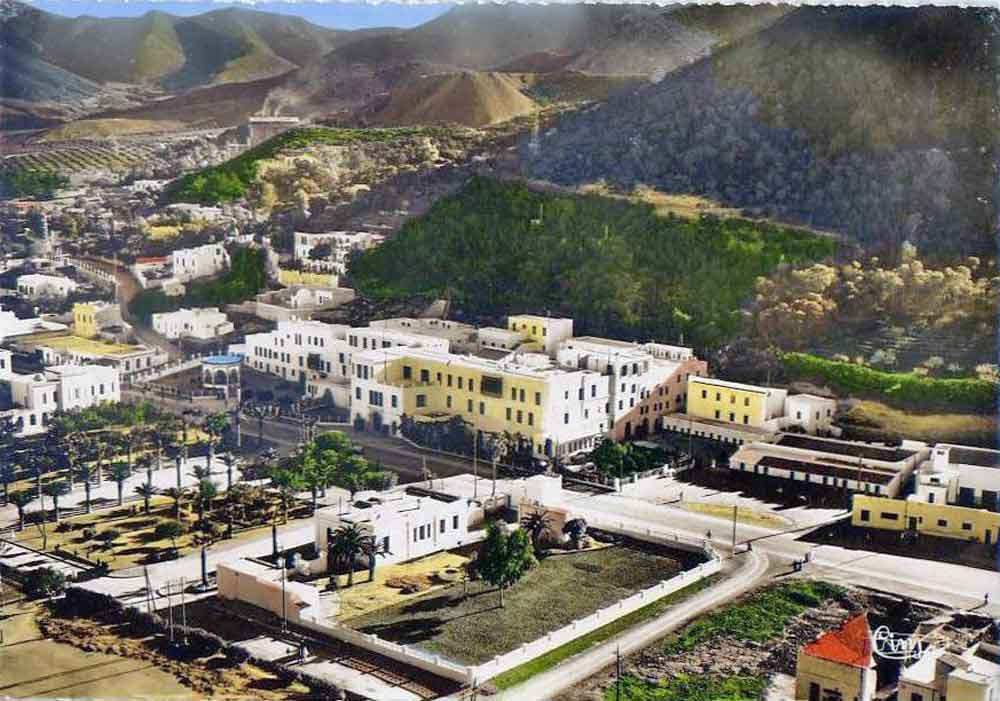
Palau del bei vers 1950